# جشنواره بارانکیا

جشنواره بارانکیا (اسپانیایی: Carnaval de Barranquilla‎) یکی از مهم‌ترین جشن‌های فولکلور کلمبیا و یکی از بزرگ‌ترین کارناوال‌های جهان است. قدمت این جشنواره به‌سدهٔ نوزدهم میلادی بازمی‌گردد.
چهار روز قبل از هفته مقدس، بارانکیا میزبان گردشگرانی از کلمبیا و سراسر دنیاست که برای لذت بردن از چهار روز جشن باشکوه، به ساکنان این شهر می‌پیوندند. در طول جشنواره و با آغاز رقص‌های خیابانی، رژهٔ بالماسکه و شلوغ شدن شهر، فعالیت‌های روزمره در بارانکیا کنار گذاشته می‌شود.
جشنوراه بارانکیا شامل رقص‌های بومی و همین‌طور رقص‌های بین‌المللی از جمله پالوتِئو اسپانیایی -رقص چوب و روبان- و نوعی رقص آفریقایی موسوم به رومبای کنگو است. بسیاری از سبک‌های موسیقی کلمبیایی نیز اجرا می‌شوند که برجسته‌ترین آن‌ها موسیقی کامبیا است. در سال ۲۰۰۲ این جشنواره توسط کنگره ملی کلمبیا، به عنوان شاهکار فرهنگی ملت معرفی شد. همچنین یونسکو در ۷ نوامبر ۲۰۰۳، آن را یکی از شاهکارهای میراث شفاهی و ناملموس بشریت اعلام کرد.
جشنواره از شنبهٔ قبل از چهارشنبه خاکستر، با نبرد گل‌ها (اسپانیایی: La Batalla de Flores‎) آغاز شده، سپس در روزهای یکشنبه و دوشنبه با رژهٔ بزرگ (اسپانیایی: La Gran Parada‎) همراه با جشنوارهٔ ارکستر گروه‌های لاتین و حوزهٔ کارائیب ادامه پیدا می‌کند. در روز سه‌شنبه نیز، جشنواره بارانکیا با مراسم نمادین سوگواری مرگ خوزلیتو به پایان می‌رسد. خوزلیتو یک شخصیت نمادین است که از ابتدا تا انتهای جشنواره، در بیرون از خانه به رقص و پایکوبی می‌پردازد. در روز سه‌شنبه، مردم در خیابان او را بیهوش پیدا کرده و گمان می‌کنند که مرده‌است؛ بنابراین او را تشییع کرده و در تابوت می‌گذارند. در همین حین و در میان اشک و آه مردم، خوزلیتو با فریاد از خواب بیدار می‌شود. شاهدان در صحنه نیز فریاد می‌زنند: «او نمرده بود، داشت مهمانی می‌کرد.»
منشأ این نمایش نامشخص است اما افسانه‌ای وجود دارد که وضعیت خوزلیتو را به نیکلاس آریزا، کالسکه‌سواری در ابتدای قرن بیستم نسبت می‌دهد.

## نگارخانه

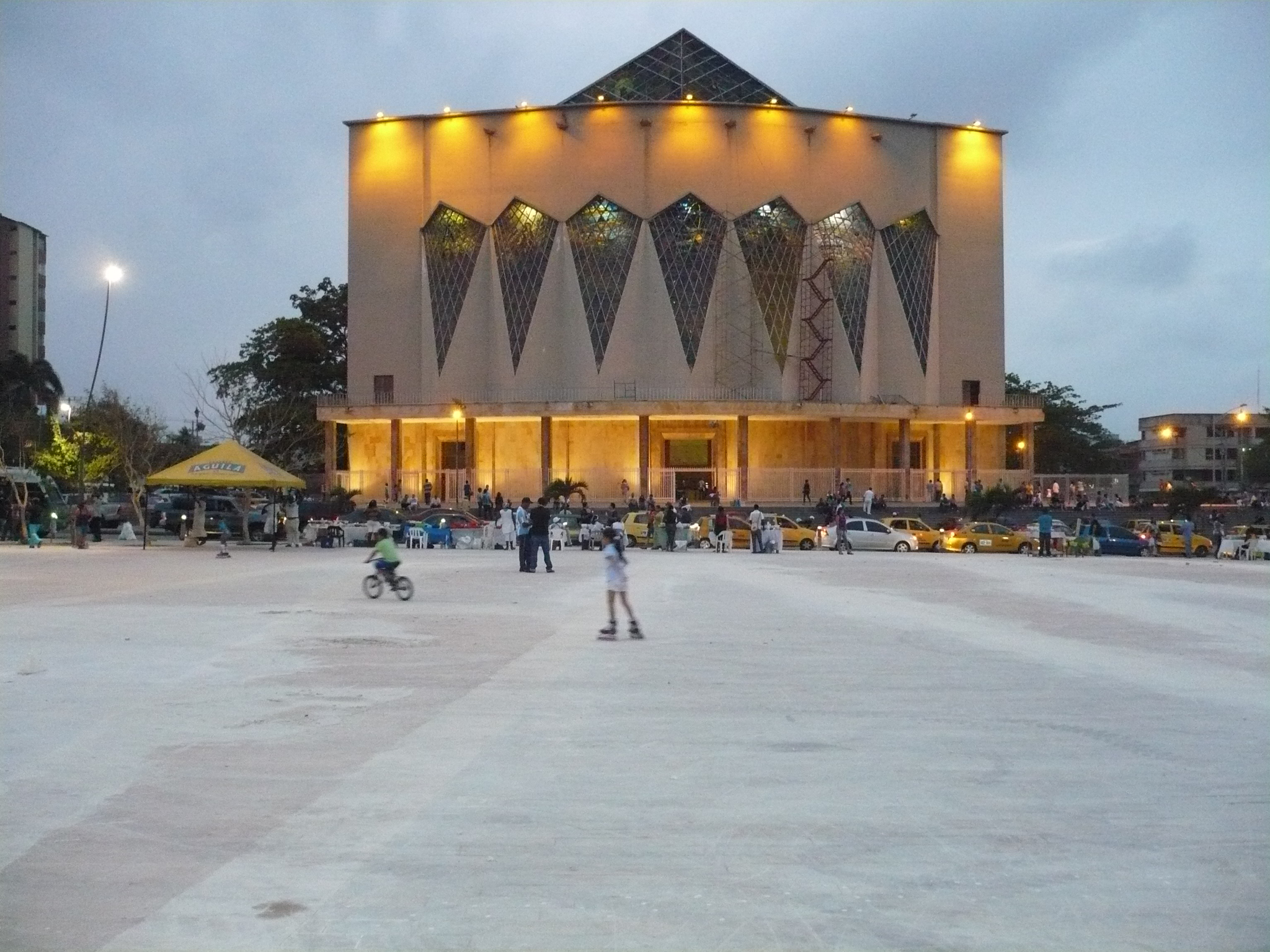
میدان لاپاز، مکانی که جشنواره به‌طور سنتی از آنجا آغاز می‌شود.
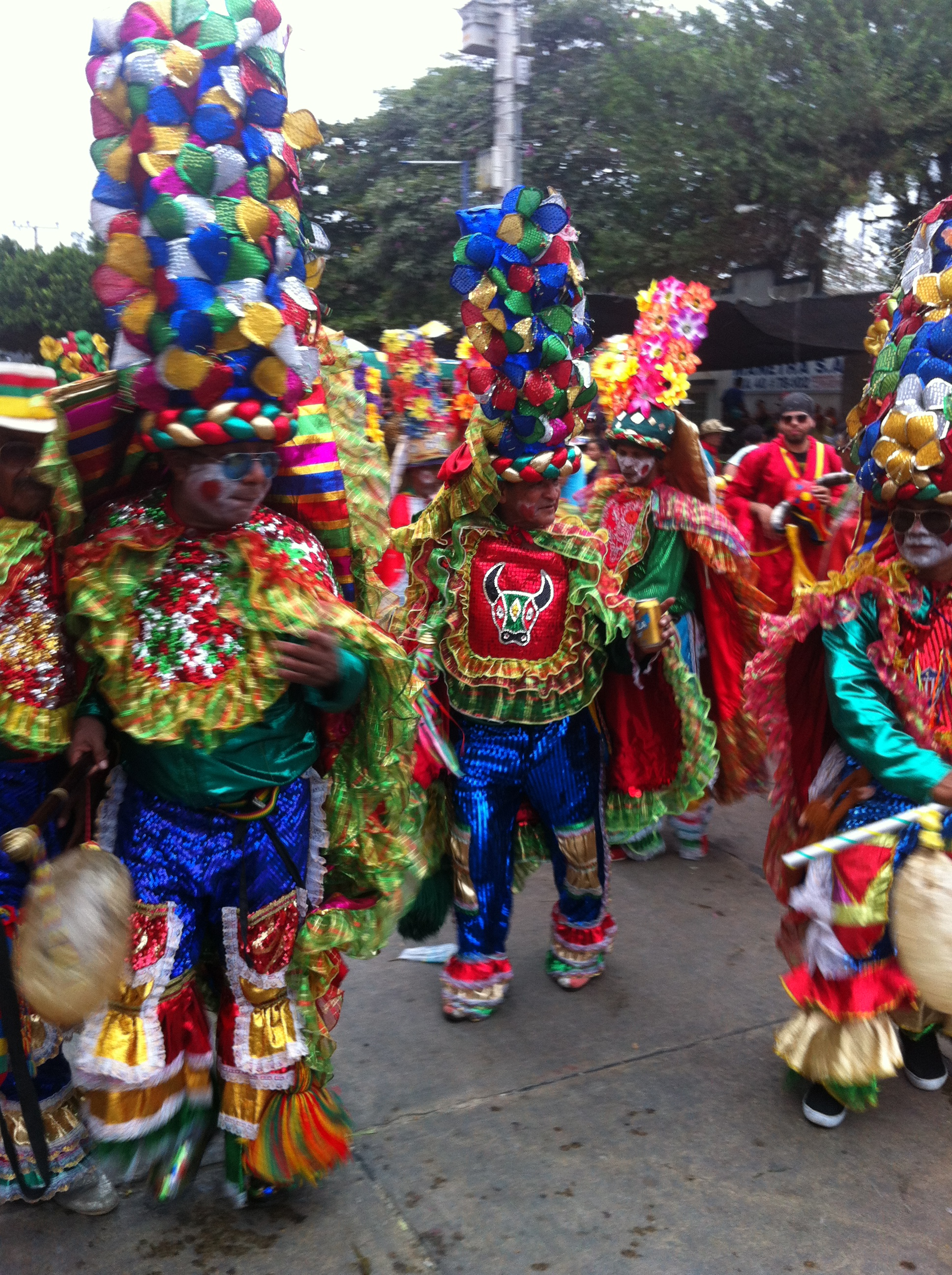
گروه رقص رومبای کنگو
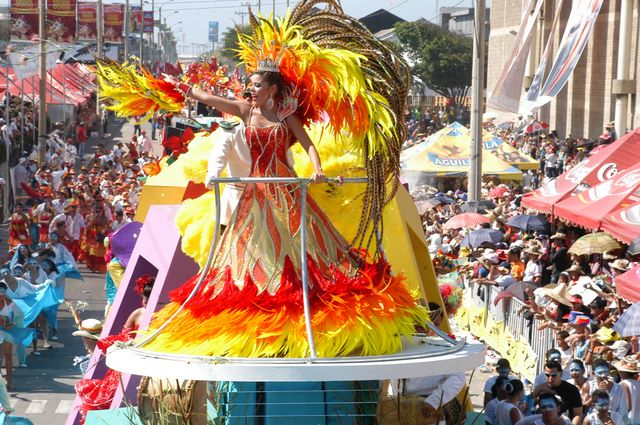
ملکهٔ جشنواره در نبرد گل‌ها
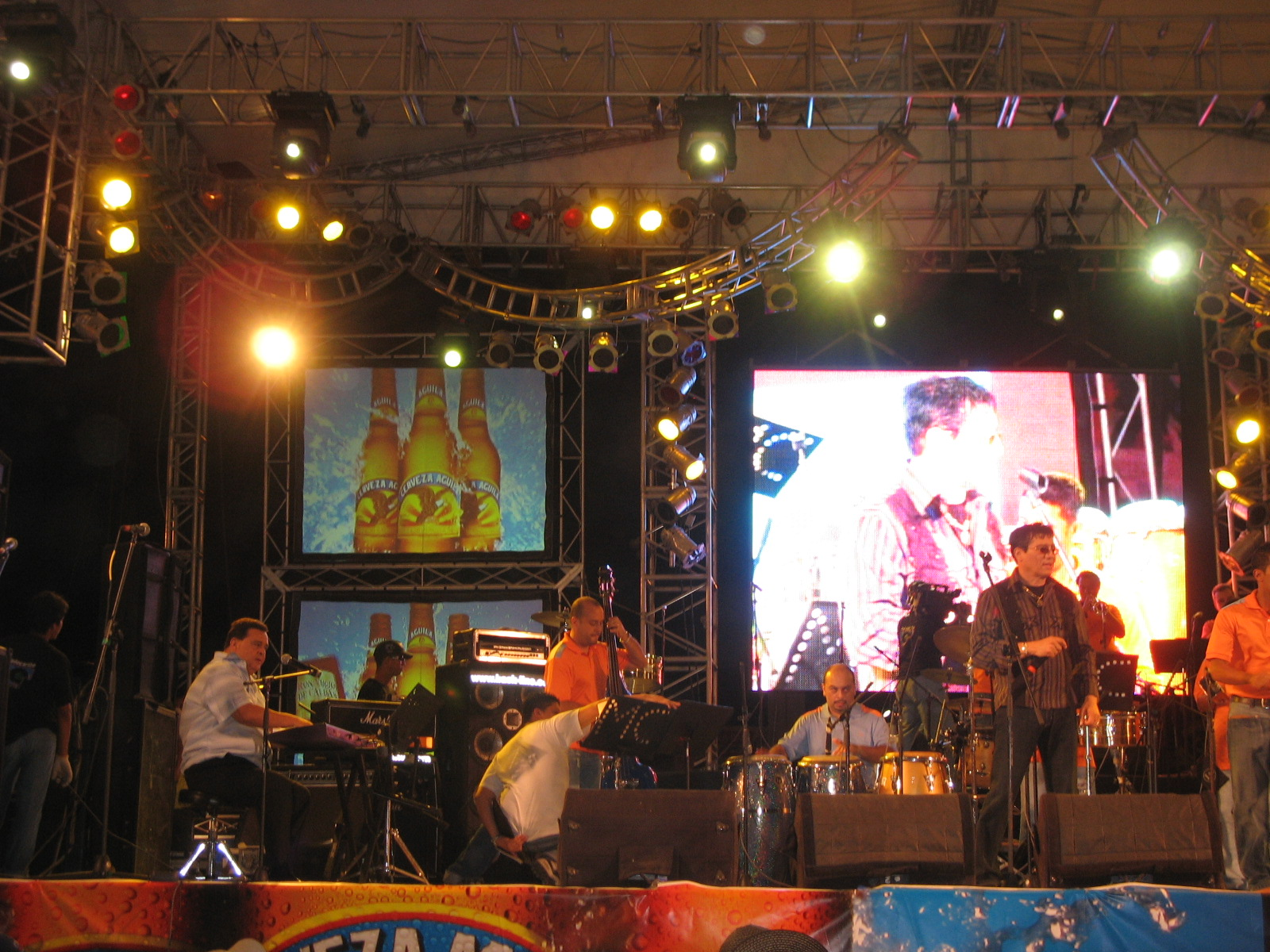
جشنواره ارکسترها،‌ سال ۲۰۰۷